# KT Tunstall
Kate Victoria "KT" Tunstall (ur. 23 czerwca 1975 w St Andrews) – szkocka wokalistka, gitarzystka i kompozytorka muzyki pop, rock i folk. Zadebiutowała w 2004 roku albumem Eye to the Telescope. Nominowana do nagrody Grammy, otrzymała też BRIT Award oraz Ivor Novello Award.

## Dyskografia
- False Alarm (2004, EP)
- Eye to the Telescope (2004)
- KT Tunstall's Acoustic Extravaganza (2006)
- Drastic Fantastic (2007)
- Tiger Suit (2010)
- Invisible Empire // Crescent Moon (2013)
- KIN (2016)
- Wax (2018)

## Współpraca
KT Tunstall współpracowała z wieloma wykonawcami, m.in.:
- Sophie Solomon - utwór Lazarus z płyty Poison Sweet Madeira
- Oi Va Voi - wokal w trzech utworach z płyty Laughter Through Tears
- Sam Lewis - utwór Another Lifetime z płyty Everything You Are
- Suzanne Vega - wokal z albumu Beauty & Crime